# Stingray Loud
Stingray Loud est une chaîne de télévision musicale canadienne spécialisée de catégorie B appartenant à Stingray Digital et diffuse des vidéoclips de musique rock, rock moderne, rock alternatif, punk rock, heavy metal et autres styles similaires, sans pauses publicitaires.

## Histoire
Après avoir obtenu sa licence auprès du CRTC en 2000, CHUM Limited a lancé MuchLOUD le 7 septembre 2001. Elle était le spin-off de l'émission Loud diffusée sur sa station-sœur MuchMusic.
CTVglobemedia a fait l'acquisition de MuchLOUD lors de son achat de CHUM Limited le 22 juin 2007. Bell Canada a fait l'acquisition de CTVglobemedia le 1er avril 2011 et a renommé la compagnie pour Bell Media.

Logo de MuchLoud (2012-2016)

Depuis le 31 août 2009, MuchLOUD ainsi que MuchMoreRetro, MuchVibe et PunchMuch sont diffusés sans pauses publicitaires.
Le 21 juin 2016, Stingray Digital annonce avoir fait l'acquisition de MuchLoud, MuchRetro, MuchVibe et Juicebox,. La chaîne a adopté son nom actuel le 12 août 2016.